# Louise von Ehrenstein

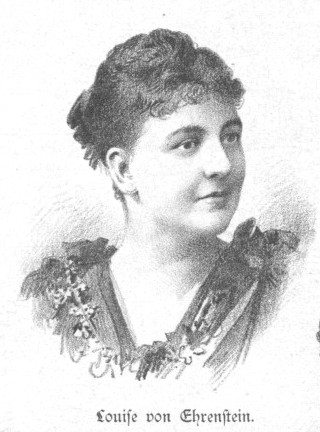
Louise von Ehrenstein, porträtiert von Ignaz Eigner (Illustration in Der Humorist am 10. September 1891)

Louise von Ehrenstein, verheiratet Louise Königstein (* 17. März 1867 in Wien; † 13. Februar 1944 ebenda) war eine österreichische Opernsängerin (Sopran).

## Leben
Louise von Ehrenstein war Tochter des k. k. Generalintendanten der österreichischen Gendarmerie Friedrich von Ehrenstein und seiner Frau Elisabeth, geb. Schmid. Sie war die jüngste von drei musikalisch begabten Töchtern. Ihre Schwester Gisela von Ehrenstein (1859–1932) war eine bekannte Konzertpianistin.
Louises Talent zeigte sich früh. Bereits mit neun Jahren sang sie auf Gesellschaften Koloraturarien wie die der Rosine, Luise und Amina. Mit 13 Jahren trug sie auf einem öffentlichen Konzert ein Rondo von Mozart vor. Außerdem trat sie gelegentlich als Vertretung der weiblichen Hauptrolle in der Oper Die vierzehn Nothelfer von Richard von Perger auf. Trotz ihres Erfolgs beim Publikum hatten ihre Eltern Vorbehalte gegen eine Bühnenkarriere ihrer Tochter. Ein Freund der Familie bat daraufhin die Opernsängerin Pauline Lucca, dem Mädchen seinen Berufswunsch auszureden, wozu diese sich auch bereit erklärte. Nachdem Louise ihr eine Arie von Mozart und einige Lieder vorgesungen hatte, erkannte Lucca jedoch ihr Talent und bestärkte sie stattdessen in ihren Zukunftsplänen.
Danach absolvierte Louise von Ehrenstein ein dreijähriges Gesangsstudium bei Selma Nicklass-Kempner. Sie nahm zudem bei der Tänzerin Bertha Linda (1850–1928, verheiratet Makart) Unterricht in Gang, Tanz und Mimik. Sie hatte Probeauftritte als Leonore in Olmütz und als Margarethe in Brünn. Im Mai 1888 kam sie nach Anfrage von Bolko von Hochberg als Ersatz für die Sängerin Marie Renard an das Berliner Hoftheater. Hier gab sie ihr Debüt mit den Partien Carmen, Mignon und Margarethe, die sie zuvor mit Lucca eingeübt hatte. Ehrenstein gab das Engagement jedoch bereits nach einem Jahr wieder auf, da ihr Rollen zugewiesen wurden, die nicht ihren Wünschen entsprachen. So studierte sie mit Johanna Jachmann-Wagner die Wagner-Partien Elisabeth, Elsa und Senta ein, musste jedoch stattdessen die Marie, Zerline und Susanne singen.
Daraufhin ging 1889 Ehrenstein an die Wiener Hofoper. Dort gab sie am 5. August ihr Debüt als Elisabeth, es folgten Auftritte als Margarethe und Elsa. Nach diesem Gastspiel wurde sie am 1. September festes Mitglied der Wiener Hofoper und wirkte dort über 10 Jahre lang als erfolgreiche Sängerin mit einem großen Repertoire. Einen ihrer größten Erfolge erlangte sie 1889 mit der Titelrolle in der Legende von der heiligen Elisabeth von Franz Liszt. Berühmt wurde sie außerdem vor allem durch ihre Interpretation von Wagner-Partien. Ehrenstein lehnte verschiedene Vertragsangebote, z. B. aus Südamerika, New York und Madrid ab und blieb in Wien. Sie gab jedoch zahlreiche Gastspiele, unter anderem am Teatro Regio di Torino (1895), an der Mailänder Scala (1896), der Hofoper München (1897), in Budapest, Prag und Triest.
Am 11. November 1891 heiratete Ehrenstein den Wiener Musikkritiker und Schriftsteller Joseph Königstein (1844–1902). Am 23. November 1899 ernannte der Kaiser Louise von Ehrenstein anlässlich ihres Ausscheidens aus dem Verband des Hofoperntheaters zur Kammersängerin. 1944 starb sie in Wien.